# Населені пункти Швеції
У Швеції міська територія або тарторт (буквально: "щільна місцевість") містять щонайменше 200 мешканців і можуть бути містом, або великим селом. Це чисто статистична концепція, не визначена ні муніципальними ,ні повітовими межами. Міські території, що називаються містами (шведська: стад) для статистичних цілей мають мінімум 10 000 жителів. У 2010 році в Швеції було 1956 міських районів, охоплюючих 85% шведського населення.
Міський район - це англійський переклад шведського терміну tätort. Проте офіційним терміном англійською мовою, який використовує Статистичне управління Швеції, є "місцевість" (шведська мова:ort).

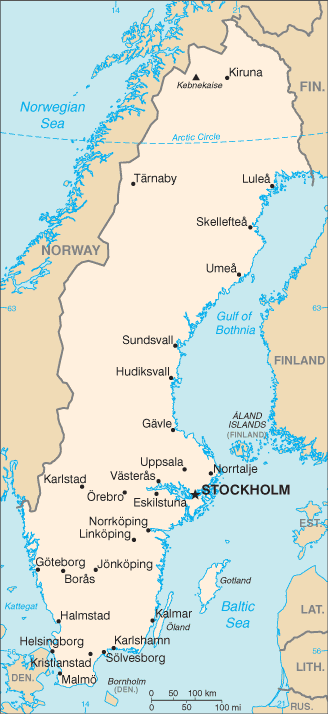
Карта Швеції

## Історія
До початку ХХ століття лише містечка вважалися міськими районами. Забудована територія та муніципальна структура, як правило, майже збігаються. Урбанізація та індустріалізація створили, однак, багато нових населених пунктів без офіційного статусу міста. Нові околиці виросли просто за межею міста, будучи де-факто міським, але де-юре сільським. Це створило статистичну проблему. Перепис 1910 року вніс поняття "густонаселені населені пункти в сільській місцевості". Термін "tätort" (буквально "щільне місце") був введений в 1930 році. Муніципальні агломерації поставили все більше сільських районів у межах міських муніципалітетів, що було іншою стороною тієї ж проблеми. Адміністративні кордони фактично не підходять для визначення сільського та міського населення. З 1950 р. Сільські та міські райони мали бути відокремлені навіть у межах міста, як, наприклад, величезна пустеля навколо Кіруни була оголошена "містом" у 1948 році. З 1965 року враховуються лише "неадміністративні населені пункти", незалежно від муніципальних і повітових кордонів. У 1971 році "місто" було скасовано як тип муніципалітету.

## Термінологія
Міські райони у значенні "tätort" визначаються незалежно від поділу на округи та муніципалітети, і визначаються виключно за щільністю населення. На практиці більшість посилань у Швеції належать муніципалітетам, а не містам, що ускладнює міжнародне порівняння. Більшість муніципалітетів містять багато населених пунктів (до 26 у муніципалітеті Крістіанстад), але деякі населені пункти, з іншого боку, є муніципальними. Місто Стокгольм розкинувся у 11 муніципалітетах.
Порівнюючи населення різних міст,потрібно віддавати перевагу популяції муніципалітету. Населення, наприклад, Стокгольму, має становити близько 1,2 млн., а не приблизно 800 000 муніципалітету, а Лунд - приблизно 75 000, ніж близько 110 000.

## Шведські визначення

### Терміни, що використовуються для статистичних цілей
- Tätort (українська: міська територія або місцевість) є центральною концепцією, що використовується в статистиці. Визначення узгоджено в країнах Північної Європи. Міська територія - це будь-яке селище чи місто з населенням щонайменше 200 осіб, де відстань від будинків до річок, парків, доріг, тощо не перевищує 200 метрів. Розмежування місцевостей здійснює Статистичне управління Швеції кожні п'ять років.

- Småort (українська: менша місцевість) - сільська місцевість з населенням від 50 до 99 чоловік де не більше 150 метрів між будинками. Ця концепція рідко використовується за межами області статистики, де вона використовується для розрахунків трохи нижче граничного значення, визначеного для tätort.

- Centralort (українська: центральна місцевість) в основному використовується в сенсі муніципального центру та адміністрації області.

### Популярні та традиційні терміни
- Storstad (українська: столична область, буквально "велике місто") - це термін, який звичайно зарезервований для трьох найбільших міст Швеції: Стокгольм, Гетеборг та Мальме. Статистика Швеції використовує термін столичної зони (шведський: storstadsområde) для цих трьох міст та їх найближчого оточення та муніципалітетів.
- Stad (українська: місто) знаходиться в контексті статистики,територія обмежена міськими районами з населенням понад 10 000. [ Судячи з усього, термін stad був застарілим з 1971 року, і в даний час в основному використовується для опису місцевостей, які раніше були привілейовані містами. Статистична категорія "велике місто", яку використовує Статистичне управління Швеції включає муніципалітети з населенням понад 90 000 населення в радіусі 30 км від центру муніципалітету. Існує також категорія медельстора стад "середнього великого міста".
- Köping (українська: місто-ринок) також був скасований як офіційний термін у 1971 році у державному та статистичному контексті, і його рідко використовують непрофесіонали, хоча він зберігся як частина назв кількох невеликих міст. Значення - це місцевість, яка має посередницький правовий статус нижче рівня міста.
- Municipalsamhälle (українська: муніципальна громада) був терміном вживаним між 1875 і 1971 роками, але він більше не використовується за межами історичних контекстів. У 1863 році Швеція була розділена на 2500 муніципалітетів, з яких 89 були містами, 8 - ринковими містами (кіпінгар) та іншими сільськими муніципалітетами ("landskommuner"). "Муніципалітет" був адміністративним центром для одного чи декількох сільських міст з особливими правилами та привілеями. Термін здавався застарілим у 1971 році, коли різні типи муніципалітетів були відкинуті та запроваджено стандартну форму для всіх муніципалітетів.
- Samhälle (українська: спільнота) є загальною концепцією, яка використовується для міських територій, які посередньо розміщені між містом та селом. Термін "samhälle" також використовується шведською мовою для позначення "суспільства", "спільноти".
- By (українська: село) це традиційний термін, але в розмовному використанні він може відноситися до передмістя чи міста значного розміру. Якщо взагалі використовується в контексті статистики, то слід припустити, що розмір by менше, ніж у småort. (Необхідно не плутати з тим же словом на датському та норвезькому мовах, де це означає місто, тоді як село називається ландси).

### Сезонні райони та околиці
- Fritidshusområde (українська: сезонна зона) в статистичному контексті має територію з менш ніж 50 постійними мешканцями, але принаймні 50 будинків, що відповідають критерію, що не перевищує 150 метрів. Близько третини шведських "другорядних будинків" знаходяться в таких районах. Цей термін належить також до повсякденного використання, хоча й менш суворо визначається.

## Статистика
Розмежування місцевостей здійснює Статистичне управління Швеції кожні п'ять років. Чисельність міських районів у Швеції збільшилась у 2010 році на 56 до 1.956. У містах проживало 8016000 - 85 відсотків шведського населення;хоча вони займали лише 1,3 відсотка загальної площі Швеції, а найбільш густонаселене місто - Стокгольм 1,4 мільйона чоловік.